# Chrám Narození přesvaté Bohorodičky (Košice)
Katedrální Chrám Narození přesvaté Bohorodičky v Košicích je katedrálou řeckokatolické Košické eparchie.
Chrám byl postaven v letech 1882–1898 podle projektu Viléma Kolatseka a stavitele Ludvíka Schmidta. Je postaven v neorománském slohu. V roce 1901 byl instalován ikonostas a kazatelna.
Chrám se stal katedrálou po vytvoření Košického apoštolského exarchátu v roce 1997.